# Harpactes
Harpactes is een geslacht van vogels uit de familie trogons (Trogonidae).

## Kenmerken
De trogons uit dit geslacht zijn schitterend gekleurd.

## Leefwijze
Deze vogels zitten rechtop en hebben de gewoonte om lang stil te zitten op een tak. Ze vangen insecten in vlucht vanaf hun vaste zitplaats, maar ze jagen ook op insecten door het gebladerte en ze eten ook vruchten en bessen.
Er is door onderzoek aangetoond dat soorten die naast elkaar in hetzelfde gebied voorkomen zoals de Diards trogon en de roodnektrogon, concurrentie om voedsel vermijden door op verschillende hoogteniveaus in het regenbos te foerageren.

## Soorten
Het geslacht kent de volgende soorten:
- Harpactes ardens – Filipijnse trogon
- Harpactes diardii – Diards trogon
- Harpactes duvaucelii – Roodrugtrogon
- Harpactes erythrocephalus – Roodkoptrogon
- Harpactes fasciatus – Malabartrogon
- Harpactes kasumba – Roodnektrogon
- Harpactes oreskios – Groenkoptrogon
- Harpactes orrhophaeus – Bruinrugtrogon
- Harpactes wardi – Wards trogon
- Harpactes whiteheadi – Whiteheads trogon